# 오카네 나오야
오카네 나오야(일본어: 岡根 直哉, 1988년 4월 19일 ~ )는 일본의 축구 선수이다.

## 구단 경력
그는 2011년부터 2017년까지 J리그의 시미즈 에스펄스, 몬테디오 야마가타, 도치기 SC, FC 기후, SC 사가미하라에서 활동하였다.